# Cantone di Dreux-2
Il Cantone di Dreux-2 è una divisione amministrativa dell'arrondissement di Dreux.
È stato costituito a seguito della riforma approvata con decreto del 24 febbraio 2014, che ha avuto attuazione dopo le elezioni dipartimentali del 2015.

## Composizione
Comprende parte della città di Dreux e i comuni di:
- Le Boullay-Mivoye
- Le Boullay-Thierry
- Bréchamps
- Charpont
- Chaudon
- Croisilles
- Écluzelles
- Luray
- Mézières-en-Drouais
- Ormoy
- Ouerre
- Sainte-Gemme-Moronval
- Villemeux-sur-Eure